# Palác Potála
Palác Potála (tibetsky ཕོ་བྲང་པོ་ཏ་ལ་) se nachází na Červeném pahorku ve městě Lhasa, které je centrem Tibetské autonomní oblasti. Leží přibližně 3700 metrů nad mořem a je pojmenován podle mytické hory Potalaka. Je nejen náboženským a politickým centrem celého regionu, ale také pokladnicí tibetského umění. Nalézá se zde obrovské množství historických památek - například 50 000 m² fresek, které zachycují tibetské náboženství i každodenní život obyvatel. Typické jsou tibetské strážní věže s čínskými palácovými síněmi Chanů, pro které jsou charakteristické tradiční trámy, sloupy, zlaté střechy a zapuštěné panely.
První budovy byly vystavěny již v 7. století. V té době oblasti vládl král Songcän Gampo, který nechal u příležitosti své svatby s čínskou princeznou Wen-čcheng (dynastie Tchang) v roce 641 zřídit na pahorku takzvaný Rudý palác. Již v té době se jednalo o monumentální stavbu, která měla v devíti poschodích obsahovat 999 místností a 1000 síní k meditaci. V dalších staletích byl ale palác zničen válkami i přírodními katastrofami, takže se dochovala pouze jeskyně prince Dharmy a hlavní síň Pagbalhakang. Současný komplex byl vybudován v letech 1645–1694 na příkaz pátého dalajlámy Ngawang Lozang Gjamccho.
V roce 1994 byl palác zapsán na seznam světového dědictví UNESCO.

## Popis
Celá stavba o rozloze 360 000 m² je ze dřeva a kamene. Hlavní budova s 13 poschodími dosahuje výšky 118 m. Doplňují ji ale další menší obytné prostory, modlitebny, stúpy i hospodářské stavby. Centrální část paláce je zvýrazněna, ale vedlejší architektonické skupiny vytvářejí členitý, do sebe zapadající systém, který poskytuje větší prostor.
Vlastní palác se dělí na dvě části:
- Červený palác se nachází v centru celé zástavby a slouží pouze náboženským účelům. Nacházejí se zde hlavní buddhistické síně, z nichž největší je Západní síň. Je v ní umístěno pět posvátných stúp, které slouží k uchování ostatků dalajlámů. V bohatě zdobené a zlacené prostřední stúpě o výšce 14,85 m je uloženo mumifikované tělo pátého dalajlámy, který současnou Potálu založil. Hrobka třináctého dalajlamy Thubtän Gjamccho o výšce 14 metrů se nachází v nejzápadnější části Červeného paláce. Její bohatě zlacené stěny zdobí mimo jiné i mandala z více než 200 000 perel. Nejvyšší místností je Síň tří světů, kde je uchováno sedmé vydání tibetského buddhistického kánonu Tandžur, které daroval císař Jung-čeng sedmému dalajlámovi Lozang Kalzang Gjamccho. V paláci je také umístěna deska s věnováním od císaře Čchien-lung z dynastie Čching a vzácné brokátové závěsy od císaře Kchang-si.
- Bílý palác byl postaven pro světské účely, především jako residence dalajlámy. Část prostor ale byla vyhrazena k úřední správě Tibetu a také k ubytování mnichů. Palác se svítivě bílými zdmi má sedm poschodí. Ve čtvrtém poschodí se nachází Východní síň s rozlohou 717 m², v níž probíhalo mnoho významných náboženských a politických událostí, například intronizační ceremoniál pro reinkarnovanou duši dalajlámy nebo ceremoniál, kdy se dalajláma v osmnácti letech ujímal vlády. Páté a šesté poschodí sloužilo jako úřadovny a obytné místnosti prince - regenta. V sedmém poschodí se nachází Zimní palác neboli Síň slunečního svitu.